# Astragalus obcordatus
Astragalus obcordatus är en ärtväxtart som beskrevs av Stephen Elliott. Astragalus obcordatus ingår i släktet vedlar, och familjen ärtväxter. Inga underarter finns listade i Catalogue of Life.